# Comisión Nacional de Actividades Espaciales

Insignier av CONAE

Comisión Nacional de Actividades Espaciales är den argentinska myndigheten ansvarig för rymdfart. 

## Bildgalleri

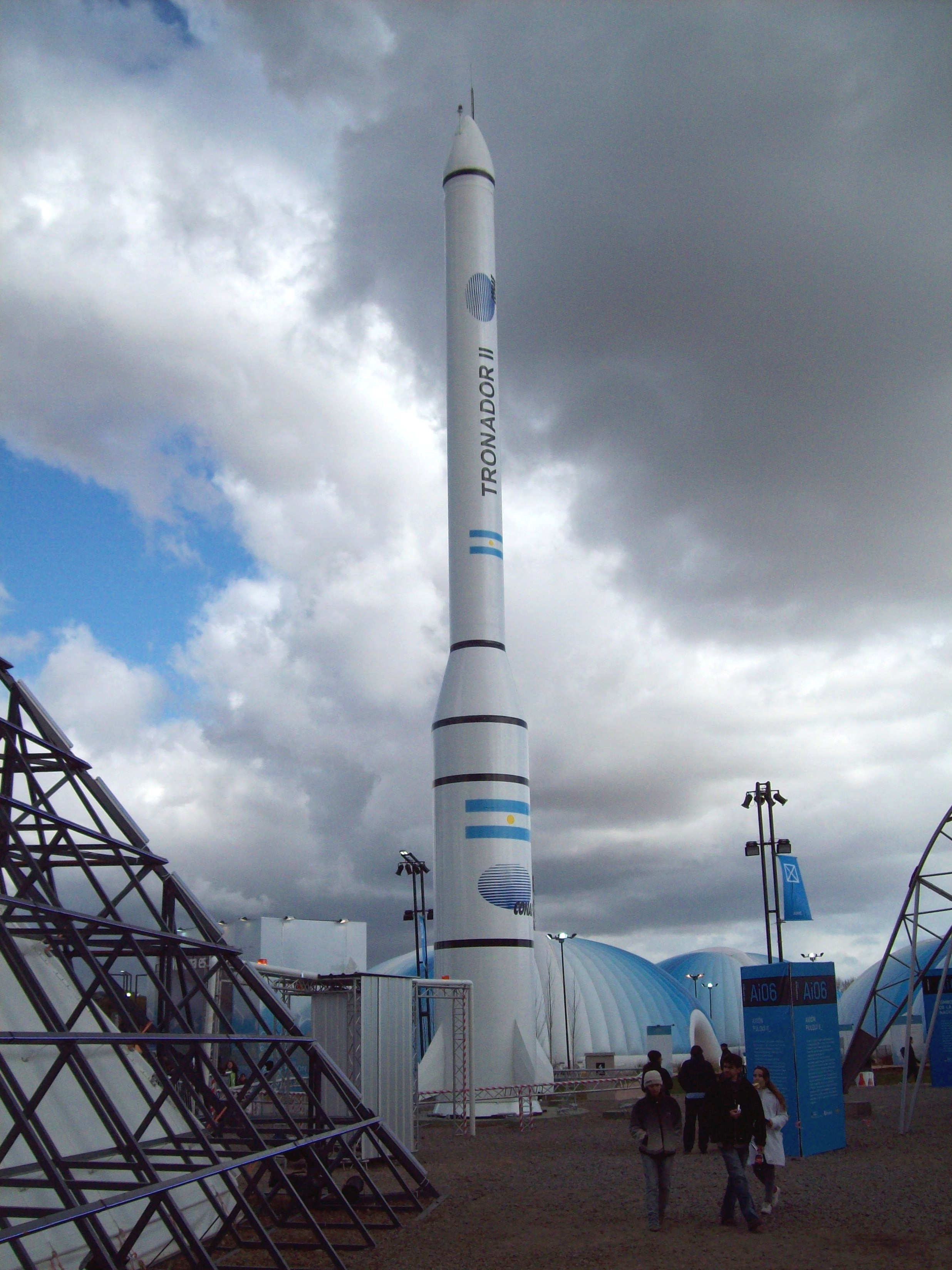
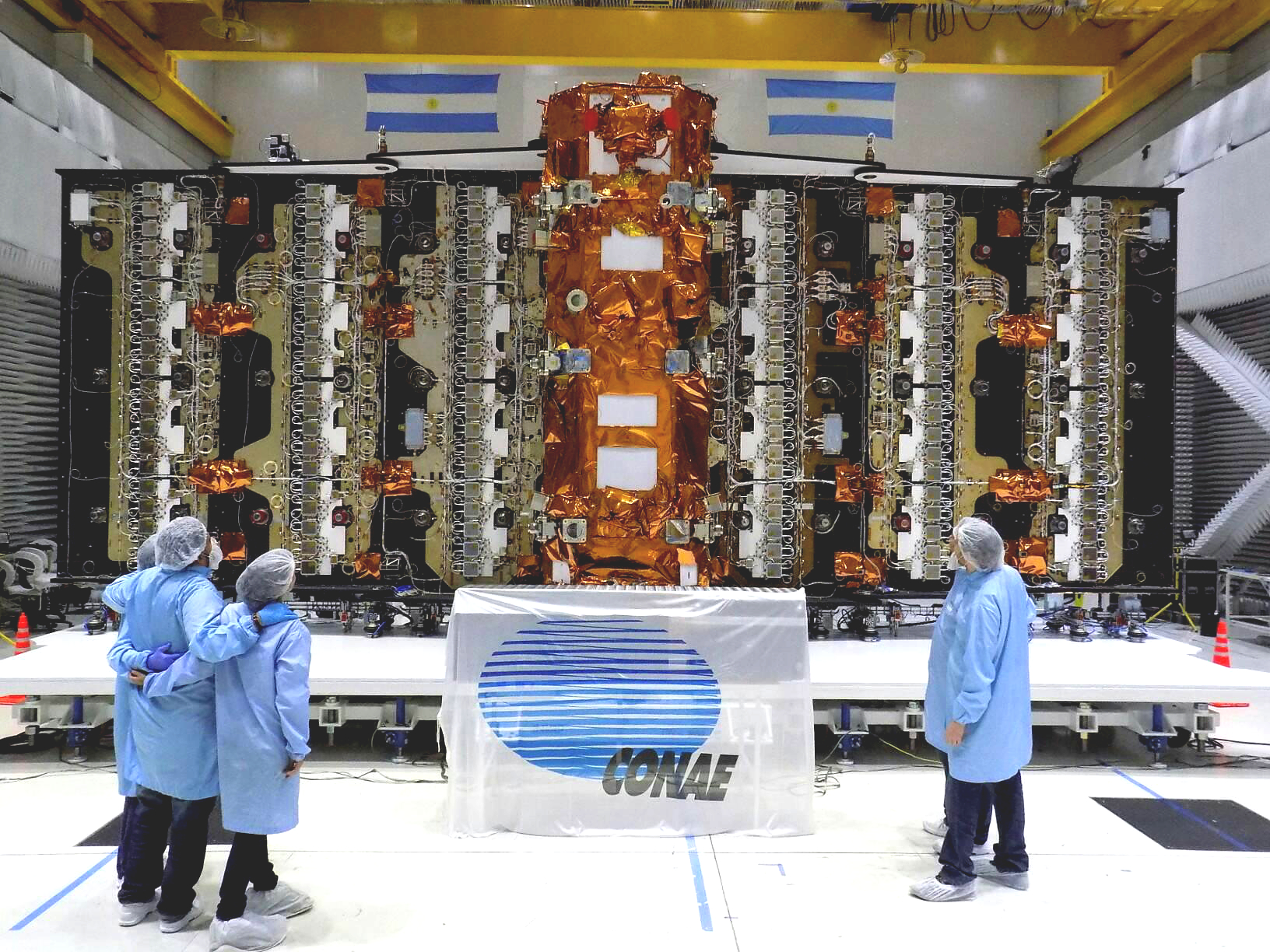
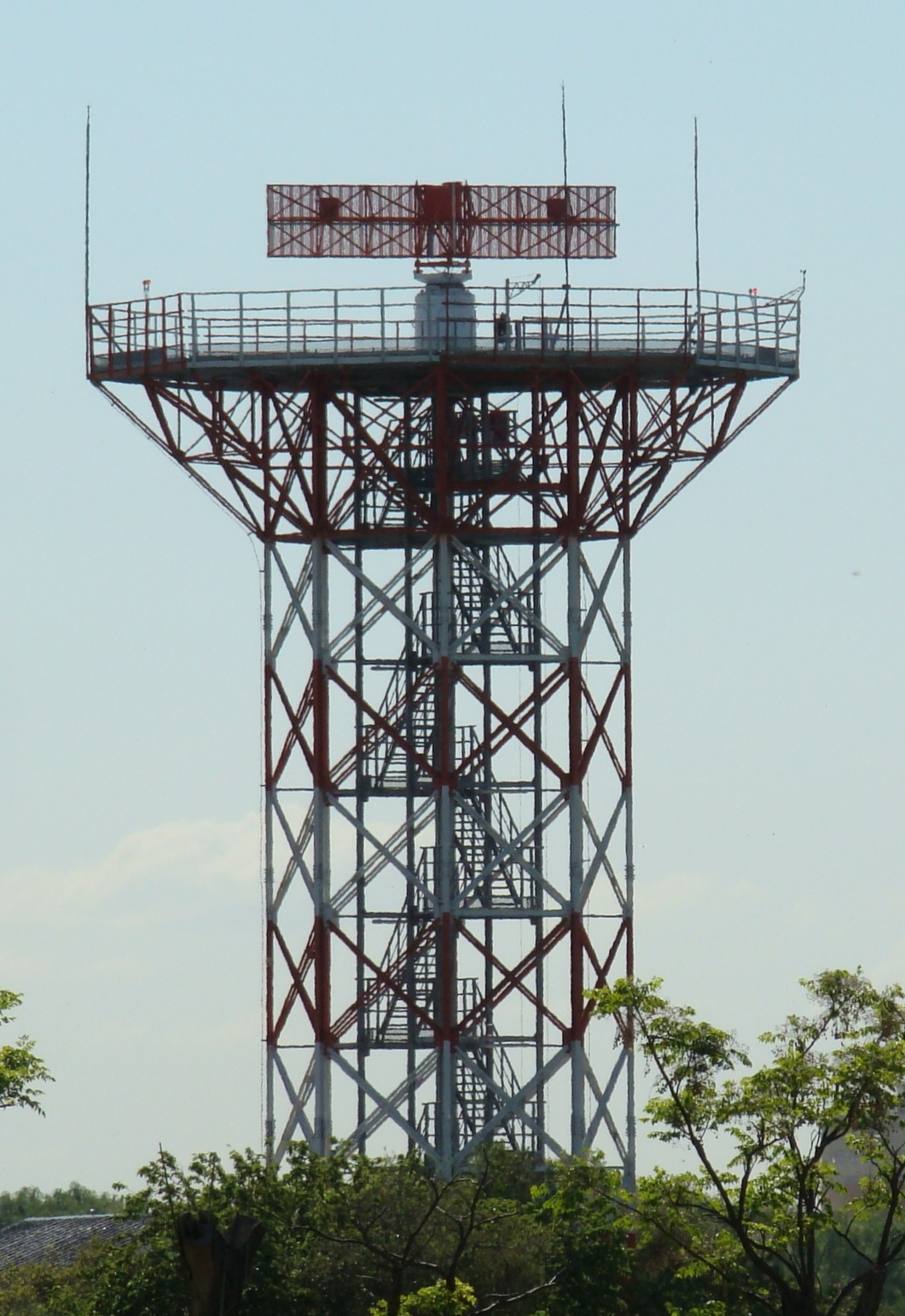
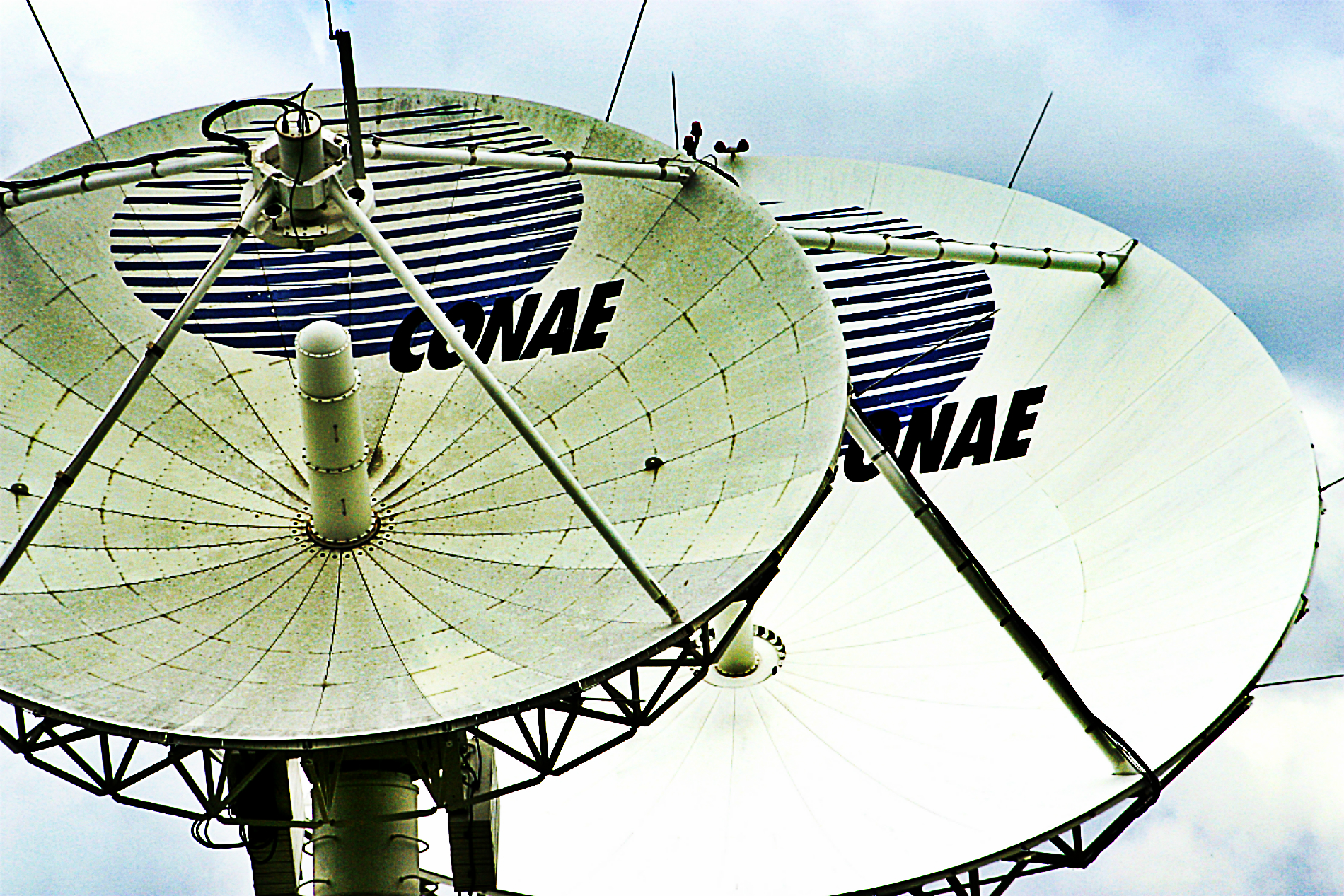